# Aalsmeerbaan
De Aalsmeerbaan (18L - 36R) is een start- en landingsbaan van luchthaven Schiphol gelegen in de gemeente Haarlemmermeer. Hij ligt ten oosten van de Kaagbaan, kruist de Buitenveldertbaan en loopt parallel aan de Zwanenburgbaan en de Polderbaan. De Aalsmeerbaan is 45 meter breed en 3400 meter lang.
Dit is een secundaire baan, net als de Buitenveldertbaan en de Zwanenburgbaan. Hij is genoemd naar Aalsmeer omdat de aanvlieg- en vertrekroutes over deze plaats voeren. In verband met geluidshinder wordt de baan 's nachts niet gebruikt. In noordelijke richting mag de Aalsmeerbaan helemaal niet worden gebruikt om te starten, richting het zuiden mag de baan niet gebruikt worden om te landen. Ondanks de secundaire status wordt de baan veelvuldig gebruikt, zo verwerkt de (in naam secundaire) Aalsmeerbaan evenveel starts als de primaire Polderbaan.
De Aalsmeerbaan werd in 1950 in gebruik genomen en is in 1961 verlengd. De baan maakte tot 1967 deel uit van het oude Schiphol-complex en was daarin destijds de modernste baan.
De baan wordt bekritiseerd omdat de overlast ervan het grootst is, het sterkst gegroeid is en sluiting van de baan ruimte voor de bouw van 70.000 woningen zou maken.
Polderbaan · Aalsmeerbaan · Zwanenburgbaan · Buitenveldertbaan · Kaagbaan · Oostbaan